# Фарнак II
Фарнак II (на латински: Pharnakes II; на старогръцки: Φαρνάκης; † 47 пр.н.е.) е понтийски цар на Боспорското царство от 63 до 47 пр.н.е.

## Произход и управление
Тойе син на Митридат VI от Понт и Лаодика, която е сестра на баща му.
Фарнак се навдига срещу баща си през 63 пр.н.е., който е изгонен от Понт от Гней Помпей и бяга в Боспорското царство, което е под негово господство. Там Фарнак задължава Митридат да се самоубие в Pantikapaion (днес Керч на п-в Крим).
След като Фарнак предава трупа му на Помпей, е признат за цар на Боспорското царство. По време на бъркотията на римската гражданска война между Юлий Цезар и помпейянерите, Фарнак се опитва през 47 пр.н.е. да спечели обратно бащинското си царство. Той губи обаче в битката при Зела против Цезар (Veni, vidi, vici). Фарнак успява да избяга, но малко по-късно е убит на полуостров Крим от узурпатора Асандрос.

## Фамилия
Фарнак се жени след 77 пр.н.е. за саматка, роднина на царя на Сарматите. С нея той има син Дарий, дъщеря Динамия, и син Арсак.